# FanMail
FanMail é o terceiro álbum de estúdio do girl group americano TLC, lançado em 23 de fevereiro de 1999 pela LaFace Records e Arista Records. O título do álbum é uma homenagem aos fãs que enviaram cartas ao grupo durante o hiato. A FanMail estreou em primeiro lugar na Billboard 200, vendendo aproximadamente 318.000 cópias em sua primeira semana de lançamento, e passou cinco semanas no primeiro lugar.
O álbum recebeu oito indicações no Grammy Awards de 2000, incluindo um para Album of the Year, e ganhou três. A partir de 2000, o álbum foi certificado seis vezes platina pela Recording Industry Association of America (RIAA), e vendeu mais de 10 milhões de cópias em todo o mundo. O FanMail é o segundo álbum mais vendido do TLC após o CrazySexyCool de 1994.

## Antecedentes
Depois que as integrantes do TLC pediram a bancarrota do Capítulo 11 em 3 de julho de 1995, as garotas entraram em um hiato de gravação. O processo foi finalmente resolvido em 25 de novembro de 1996. O trabalho preliminar do terceiro álbum de estúdio do TLC foi adiado quando o atrito surgiu entre o grupo e seu principal produtor, Dallas Austin, que estava namorando a membro do grupo Rozonda "Chilli" Thomas e ajudando a criar seu filho Tron. Austin queria US $ 4,2 milhões e controle criativo para trabalhar no projeto, resultando em um impasse entre o produtor e as artistas.
O TLC acabou entrando nos estúdios de gravação em abril de 1998 para começar a trabalhar em seu terceiro álbum, ainda sem título, com o produtor Dallas Austin. Enquanto Austin contribuiu mais para o álbum e serviu como seu produtor executivo, TLC também trabalhou com os produtores de longo prazo Babyface e L.A. Reid, bem como Kevin "She'kspere" Briggs e Jimmy Jam and Terry Lewis. O álbum foi lançado em 10 de novembro de 1998, mas foi adiado para 23 de fevereiro de 1999.
O álbum ganhou um novo mundo, estilo futurista, que foi muito popular no final dos anos 90 até o início dos anos 2000. Esse estilo foi efetivamente retratado na música mais popular do álbum, "No Scrubs", junto com o videoclipe, que engloba uma ênfase moderna na força e independência feminina. O álbum também contou com um design de fonte personalizado, capa com código binário capaz de decodificar, juntamente com fotos das membros do grupo em tons de pele metálica. O CD do álbum se desdobra para formar um pôster grande com uma imagem do TLC e os nomes de milhares de pessoas que enviaram cartas aos fãs ao longo de sua carreira. Uma edição limitada do álbum foi lançada, e teve uma inserção com uma versão lenticular da capa colocada na frente do livreto original no estojo. O álbum continha várias faixas com vocais da voz modulada por computador Vic-E (Vikki), um androide falante mais tarde apresentado no FanMail Tour.
O título do álbum é uma homenagem aos fãs do TLC depois de um hiato de cinco anos. O título veio da membro do grupo Lisa "Left Eye" Lopes, que também cunhou os dois primeiros títulos do grupo, Ooooooohhh... On the TLC Tip e CrazySexyCool. Há uma versão explícita e uma versão limpa substituindo certos palavrões, algumas observações sexuais e alguns insultos raciais. A versão explícita vem com um adesivo Parental Advisory, seu primeiro álbum a fazê-lo. FanMail foi o último álbum do grupo lançado com Lopes em vida, antes de ela morrer em 25 de abril de 2002, quando ela foi morta no trágico acidente de carro antes do lançamento do quarto álbum de estúdio do grupo 3D. Lopes co-escreveu cinco das canções do álbum, enquanto Watkins também co-escreveu cinco e Thomas co-escreveu um.

## Recepção crítica
| Críticas profissionais | Críticas profissionais |
| Avaliações da crítica  | Avaliações da crítica  |
| Fonte                  | Avaliação              |
| ---------------------- | ---------------------- |
| AllMusic               | [ 5 ]                  |
| Entertainment Weekly   | B−                     |
| Robert Christgau       | [ 7 ]                  |
| Muzik                  | [ 8 ]                  |
| NME                    | 8/10                   |
| Q                      | [ 10 ]                 |
| Rolling Stone          | [ 11 ]                 |
| Spin                   | 6/10                   |

O álbum foi aclamado pela crítica. A Rolling Stone definiu FanMail como "igualzinha a uma cadela de aço e irmã doce, superaquecida e enluvada romântica, empreendedora de café egocêntrica e mãe da terra espiritualizada".

## Desempenho comercial
O FanMail estreou em primeiro lugar na Billboard 200 dos EUA e passou cinco semanas não consecutivas no primeiro lugar. Ele também estreou no número um na tabela Top R&B/Hip-Hop Albums. De acordo com a Nielsen SoundScan, vendeu 4,7 milhões de cópias nos Estados Unidos, e foi certificado seis vezes platina pela RIAA para o envio de seis milhões de cópias. Internacionalmente, o álbum alcançou o top 10 na Nova Zelândia, Canadá e Reino Unido.

## Singles
"FanMail", "Silly Ho", "I'm Good at Being Bad", e "My Life" serviu como singles promocionais para o álbum. Essas músicas foram gravadas nas Billboard R&B/Hip-Hop Songs dos EUA.
"No Scrubs" foi o single oficial e liderou a Billboard Hot 100 por quatro semanas consecutivas, tornando-se o maior sucesso comercial da TLC em anos. Ele também ficou em segundo lugar na Billboard's Year-End Hot 100 de 1999.
O single de acompanhamento "Unpretty" também liderou a Billboard Hot 100, passando três semanas no número um e ocupando o número 20 no Hot-End de fim de ano.
Originalmente, "Shout" foi planejado para ser um single nos Estados Unidos, enquanto "Dear Lie" seria um single internacionalmente, mas somente o posterior acabaria sendo lançado como um single com um vídeo musical. O álbum vendeu mais de 10 milhões de cópias em todo o mundo.

## Prêmios e indicações
No Grammy Awards de 2000, incluindo um para Album of the Year. O álbum ganhou três prêmios, A cantora e compositora Kyla cobriu "I Miss You So Much" pelo seu sexto álbum, Heartfelt, e o rapper/cantor Drake gravou um cover da faixa de abertura, "FanMail", para sua música "I Get Lonely Too". Um remix apresenta Jeremih, enquanto outro mix e mashup estendido apresenta o TLC. As músicas são apresentadas na mixtape do The FanMail Mixtape e It's Never Enough no DatPiff.com.
| Prêmio                | Indicação   | Categoria                                          | Resultado |
| --------------------- | ----------- | -------------------------------------------------- | --------- |
| Grammy Awards de 2000 | FanMail     | Album of the Year                                  | Indicado  |
| Grammy Awards de 2000 | FanMail     | Best R&B Album                                     | Venceu    |
| Grammy Awards de 2000 | "No Scrubs" | Record of the Year                                 | Indicado  |
| Grammy Awards de 2000 | "No Scrubs" | Best R&B Performance by a Duo or Group with Vocals | Venceu    |
| Grammy Awards de 2000 | "No Scrubs" | Best R&B Song                                      | Venceu    |
| Grammy Awards de 2000 | "Unpretty"  | Song of the Year                                   | Indicado  |
| Grammy Awards de 2000 | "Unpretty"  | Best Pop Performance by a Duo or Group with Vocals | Indicado  |
| Grammy Awards de 2000 | "Unpretty"  | Best Video – Short Form                            | Indicado  |

## Faixas
| N.º | Título                                 | Compositor(es) | Produtor(es)              | Duração |  |
| 1.  | "FanMail"                              | Dallas Austin | Cyptron                   | 3:59    |  |
| 2.  | "The Vic-E Interpretation – Interlude" | Austin | Cyptron                   | 0:19    |  |
| 3.  | "Silly Ho"                             | Austin | Cyptron                   | 4:15    |  |
| 4.  | "Whispering Playa – Interlude"         | Austin Marshall Lorenzo Martin | Austin                    | 0:52    |  |
| 5.  | "No Scrubs"                            | Kevin "She'kspere" Briggs Kandi Burruss Tameka Cottle | Kevin "She'kspere" Briggs | 3:34    |  |
| 6.  | "I'm Good at Being Bad"                | James Harris III Terry Lewis Tony Tolbert Tionne "T-Boz" Watkins Lisa Lopes Martin Morris Dickerson Charles Miller Sylvester Allen Harold Brown Howard Scott Lee Oskar Leroy Jordan | Jimmy Jam and Terry Lewis | 5:39    |  |
| 7.  | "If They Knew"                         | Austin Ricciano Lumpkins Lopes Martin Watkins | Austin Lumpkins           | 4:04    |  |
| 8.  | "I Miss You So Much"                   | Babyface Daryl Simmons | Babyface Simmons          | 4:56    |  |
| 9.  | "Unpretty"                             | Austin Watkins | Austin                    | 4:38    |  |
| 10. | "My Life"                              | Jermaine Dupri Tamara Savage Lopes Martin | Dupri Carl So-Lowe [a]    | 4:01    |  |
| 11. | "Shout"                                | Austin Lopes Martin Watkins | Austin                    | 3:57    |  |
| 12. | "Come On Down"                         | Diane Warren | Austin Debra Killings     | 4:17    |  |
| 13. | "Dear Lie"                             | Babyface Watkins | Babyface                  | 5:10    |  |
| 14. | "Communicate – Interlude"              | Austin | Austin                    | 0:51    |  |
| 15. | "Lovesick"                             | Austin Rozonda Thomas | Austin                    | 3:52    |  |
| 16. | "Automatic"                            | Austin | Austin                    | 4:31    |  |
| 17. | "Don't Pull Out on Me Yet"             | Austin | Austin Briggs [b]         | 4:33    |  |

| Faixas bônus da edição japonesa |           |                |              |         |  |
| N.º                             | Título    | Compositor(es) | Produtor(es) | Duração |  |
| 18.                             | "U in Me" | Austin         | Austin       | 3:50    |  |

Notas
- ↑a  significa um co-produtor.
- ↑b  significa um produtor vocal adicional.

## Créditos
- Tionne "T-Boz" Watkins - vocais, vocais principais
- Lisa "Left Eye" Lopes - vocais, rap
- Rozonda "Chilli" Thomas - vocais, vocais principais
- Dallas Austin - arranjador, vocais de fundo, produtor, produtor executivo
- Tameka Cottle - arranjador, vocais de fundo
- Kandi Burruss - arranjador, vocais de fundo
- Babyface - Synclavier , violão, violão, teclados, produtor, programação de bateria, produtor executivo
- Jermaine Dupri - produtor, mistura
- Debra Killings - vocais de fundo
- Necia Bray - vocais de fundo
- Ricciano "Ricco" Lumpkins - produtor, engenheiro, teclados, Synclavier, programação de bateria

## Paradas
| Chart (1999)                            | Maior posição |
| --------------------------------------- | ------------- |
| Alemanha (Offizielle Deutsche Charts)   | 7             |
| Austrália (ARIA)                        | 15            |
| Áustria (Ö3 Austria Top 40)             | 17            |
| Bélgica (Ultratop Flandres)             | 7             |
| Bélgica (Ultratop Valônia)              | 11            |
| Canadá (Billboard)                      | 3             |
| Escócia (Official Scottish Albums)      | 26            |
| Estados Unidos (Billboard 200)          | 1             |
| Estados Unidos (Top R&B/Hip Hop Albums) | 1             |
| Europa (Billboard European Albums)      | 9             |
| Finlândia (Suomen virallinen lista)     | 26            |
| França (SNEP)                           | 24            |
| Irlanda (IRMA)                          | 8             |
| Japão (Oricon)                          | 10            |
| Noruega (VG-lista)                      | 22            |
| Nova Zelândia (RMNZ)                    | 6             |
| Países Baixos (Dutch Charts)            | 9             |
| Reino Unido (UK Albums Chart)           | 7             |
| Reino Unido (UK R&B Albums Chart)       | 1             |
| Suécia (Sverigetopplistan)              | 16            |
| Suíça (Schweizer Hitparade)             | 11            |

| Chart (1999)                  | Posição |
| ----------------------------- | ------- |
| Alemanha (Offizielle Top 100) | 19      |
| Bélgica (Ultratop Flanders)   | 30      |
| Bélgica (Ultratop Wallonia)   | 53      |
| EUA (Billboard)               | 7       |
| EUA (Billboard 200)           | 10      |
| Países Baixos (RMNZ)          | 21      |
| Países Baixos (MegaCharts)    | 31      |
| Suíça (Schweizer Hitparade)   | 48      |
| Reino Unido (OCC)             | 28      |
| Chart (2000)                  | Posição |
| EUA (Billboard 200)           | 147     |

| Chart (1990–99)     | Posição |
| ------------------- | ------- |
| EUA (Billboard 200) | 84      |

## Vendas e certificações
| Região                                                                                             | Certificação | Vendas     |
| -------------------------------------------------------------------------------------------------- | ------------ | ---------- |
| Austrália (ARIA)                                                                                   | Platina      | 70,000^    |
| Bélgica (BEA)                                                                                      | Ouro         | 25,000*    |
| Canadá (Music Canada)                                                                              | 4× Platina   | 400,000^   |
| Estados Unidos (RIAA)                                                                              | 6× Platina   | 6,000,000^ |
| França (SNEP)                                                                                      | Ouro         | 175,000    |
| Japão (RIAJ)                                                                                       | Diamante     | 1,000,000^ |
| Nova Zelândia (RMNZ)                                                                               | Platina      | 15,000^    |
| Reino Unido (BPI)                                                                                  | Platina      | 300,000^   |
| Suíça (IFPI Suíça)                                                                                 | Platina      | 50,000^    |
| Resumo                                                                                             |              |            |
| Europa (IFPI)                                                                                      | Platina      | 1,000,000* |
| *números de vendas baseados somente na certificação ^distribuições baseadas apenas na certificação |              |            |